# Ley Avellaneda
En respuesta al sostenido crecimiento que experimentaron las universidades en Argentina entre 1870 y 1880, se promulgó la Ley Avellaneda (también llamada Estatutos de las Universidades Nacionales) a mediados de 1885. Estableció las bases sobre las que cada universidad debía dictar sus estatutos, sometidos a la aprobación del Poder Ejecutivo. Acordó con las universidades la atribución de expedir exclusivamente diplomas profesionales: creó los órganos de gobierno, reglamentó su modo de elección y definió sus atribuciones básicas Fue derogada en 1947.
Esta primera Ley Universitaria fijó las bases a las que debían ajustarse los estatutos de las universidades nacionales. Se refería fundamentalmente a la organización de su régimen administrativo dejando otros aspectos liberados a su propio accionar.
En 1886 se modificaron los estatutos de la Universidad para adaptarlos a las prescripciones de la Ley Avellaneda.

## Contenido
Artículo 1º. El Poder Ejecutivo ordenará que los Consejos Superiores de las Universidades de Córdoba y de Buenos Aires, dicten sus estatutos en cada una de estas Universidades, subordinándose a las reglas siguientes: 
1. La Universidad se compondrá de un rector, elegido por la Asamblea Universitaria, el cual durará cuatro años, pudiendo ser reelecto; de un Consejo Superior y de las Facultades que actualmente funcionan, o que fuesen creadas por leyes posteriores. La Asamblea Universitaria es formada por los miembros de todas las Facultades.
2. El Rector es el representante de la Universidad; preside las sesiones de las Asambleas y del Consejo; y ejecuta sus resoluciones. Corresponde asimismo al Rector el puesto de honor en todos aquellos actos de solemnidad que las Facultades celebren.
3. El Consejo Superior se compone del Rector, de los decanos de las Facultades y de dos delegados que éstas nombren. Resuelve en la última instancia las cuestiones contenciosas que hayan fallado las facultades, fija los derechos universitarios con la aprobación del Ministerio de Instrucción Pública, y dicta los reglamentos que sean convenientes y necesarios para el régimen común de los estudios y disciplina general de los establecimientos universitarios.
4. Cada Facultad ejercerá la jurisdicción política y disciplinaria dentro de sus institutos respectivos, proyectará los planes de estudios y dará los certificados de exámenes en virtud de los cuales la Universidad expedirá exclusivamente los diplomas de sus respectivas profesiones científicas, aprobará o reformará los programas de estudios presentados por los profesores, dispondrá de los fondos universitarios que le hayan sido designados para sus gastos, rindiendo una cuenta anual al Consejo Superior, y fijará las condiciones de admisibilidad para los estudiantes que ingresen en sus aulas.
5. En la composición de las Facultades entrará por lo menos una tercera parte de los profesores que dirigen sus aulas correspondiendo a la facultad respectiva el nombramiento de todos los miembros titulares. Todas las Facultades tendrán un número igual de miembros que no podrá exceder de quince.
6. Las cátedras vacantes serán llenadas en la forma siguiente: la Facultad respectiva votará una terna de candidatos que será pasada al Consejo Superior, y si este la aprobase será elevada al Poder Ejecutivo quien designara de ella el profesor que deba ocupar la cátedra.
7. Los derechos universitarios que se perciban, constituirán el "fondo universitario", con excepción de la parte que el Consejo Superior asigne, con la aprobación del Ministerio para sus gastos y para los de las Facultades. Anualmente se dará cuenta al Congreso de la existencia e inversión de los fondos.

Artículo 2º. Los Estatutos dictados por los Consejos Superiores con arreglo a las bases anteriores serán sometidos a la aprobación del Poder Ejecutivo. 
Artículo 3º. La designación de los profesores se hará por el Poder Ejecutivo, a propuesta de las Facultades respectivas. 
Artículo 4º. Comuníquese al Poder Ejecutivo. Dada en la Sala de Sesiones del Congreso Argentino, en Buenos Aires, a 26 de julio de 1885.

## Historia

### Sanción de la ley
Esta primera norma universitaria de alcance nacional en el país tomo como base el texto redactado y propuesto por el Dr. Nicolás Avellaneda, expresidente de la República y a la sazón Senador Nacional y Rector de la Universidad de Buenos Aires (UBA). En el transcurso del debate parlamentario del proyecto, se produjo un valioso intercambio de ideas en torno de la conveniencia o no del sistema de concursos para la provisión de cátedras: Finalmente, triunfó la posición opuesta a los concursos y en contra del deseo de Avellaneda. En 1885 la "Ley Avellaneda" fue sancionada (N.º 1597/85).

### Efecto sobre las universidades nacionales de Buenos Aires y Córdoba
En virtud de esa Ley, queda en manos de las Universidades Nacionales (Buenos Aires y Córdoba) el derecho exclusivo de expedir títulos. Si bien aseguraba la autonomía universitaria y organizaba su autogobierno, integraba los Consejos Académicos con profesores en ejercicio de la docencia y con notables ajenos a la enseñanza. De esta manera, convertía a tales cuerpos en Academias dotadas de autoridad y de la misión de proponer ternas para ocupar las Cátedras que, finalmente eran ocupadas por profesores designados por el Poder Ejecutivo Nacional, sin concurso de antecedentes ni de oposición. En 1886, la Universidad de Buenos Aires reformó sus Estatutos para adecuarse a lo dispuesto por la nueva ley.
Este régimen, de carácter conservador, no impidió la actualización universitaria por mérito de quienes lo aplicaron, pero no establecía ninguna garantía de renovación y supeditaba la vida universitaria a las decisiones del poder político. Fue un sistema bastante estable mientras fue hegemónico el pensamiento positivista. Hacia fines de siglo XIX, empezó a agotar su vitalidad ante el surgimiento de nuevos movimientos intelectuales como aquellos que llevaron a la creación de la Facultad de Filosofía y Letras (1896) y la primera reforma del Estatuto de la UBA (1906).
En 1905 y 1906 se habían producido en la Universidad de Buenos Aires reclamos estudiantiles que exigían la democratización de la misma e insistían en la modernización del conocimiento. Como consecuencia de ellos, y basándose en un proyecto elaborado por el diputado Cantón en 1898, las Facultades dejaron de ser gobernadas por las “academias” -que se constituyeron en entes científicos independientes y quedaron como cuerpos asesores- y pasaron a ser dirigidas por “Consejos Directivos”, según la nueva normativa estos consejos de carácter electivo donde los profesores tenían derecho a voto, reemplazando a las academias cuyos miembros eran de carácter vitalicios. La inclusión de los profesores no fue ajeno al inicio de la modernización científica y a la apertura de ciertos espacios de investigación. El 9 de junio de 1908 los centros de estudiantes de Filosofía, Derecho, Medicina e Ingeniería, de Buenos Aires convocan a una Junta Universitaria Provisoria y el 11 de septiembre se constituye la Federación Universitaria de Buenos Aires (FUBA).
A estas modificaciones, se sumaron el establecimiento del régimen de concursos para la provisión de cátedras -algo propuesto en 1883 por Avellaneda y rechazado entonces por el Congreso, tras un complejo debate-, y el establecimiento de la “docencia libre”, o “cátedra paralela”. Era Rector, Eufemio Uballes.
En 1905 y 1906 se habían producido en la Universidad de Buenos Aires reclamos estudiantiles que exigían la democratización de la misma e insistían en la modernización del conocimiento. Como consecuencia de ellos, y basándose en un proyecto elaborado por el diputado Cantón en 1898, las Facultades dejaron de ser gobernadas por las “academias” -que se constituyeron en entes científicos independientes y quedaron como cuerpos asesores- y pasaron a ser dirigidas por “Consejos Directivos”, según la nueva normativa estos consejos de carácter electivo donde los profesores tenían derecho a voto, reemplazando a las academias cuyos miembros eran de carácter vitalicio. La inclusión de los profesores no fue ajena al inicio de la modernización científica y a la apertura de ciertos espacios de investigación. El 9 de junio de 1908 los centros de estudiantes de Filosofía, Derecho, Medicina e Ingeniería, de Buenos Aires convocan a una Junta Universitaria Provisoria y el 11 de septiembre se constituye la Federación Universitaria de Buenos Aires (FUBA).

### Reforma universitaria

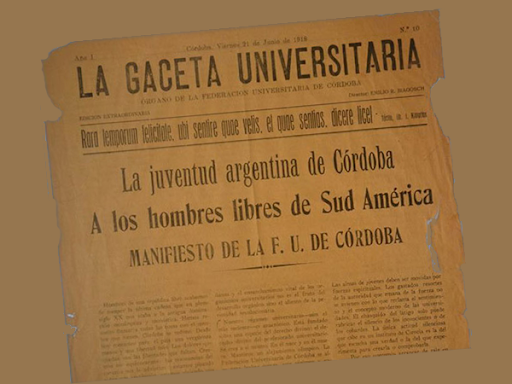
El grito del ’18 y su Manifiesto Limiar (“La juventud argentina de Córdoba a los hombres libres de Sud América” del 21 de junio de 1918).

A comienzos del siglo XX, la universidad extendía múltiples influencias, pero fue a partir de 1918 cuando su carácter rector adquirió una fuerza inusitada. En estrecha vinculación con los acontecimientos que vivía el país y el mundo, en junio de 1918 la juventud universitaria de Córdoba inició un movimiento al que rápidamente adhirieron voces de todo el continente en lucha por una genuina democratización de la enseñanza. El movimiento se conoció como Reforma Universitaria. Este movimiento fue liderado por Deodoro Roca y otros líderes estudiantiles, inició en la Universidad Nacional de Córdoba (UNC) de Argentina, aunque se extendió a las demás universidades del país y de América Latina. Los principios de esta reforma fueron:
- Autonomía universitaria: La Universidad debe ser autónoma y auto-gobernada, eligiendo su propio gobierno y dándose sus propios estatutos y programas de estudio.
- Cogobierno: gobierno compartido de la Universidad por parte de diferentes sectores de la comunidad universitaria. Allí participaron docentes, graduados y estudiantes.
- Extensión universitaria: Las secretarías de extensión universitaria en las Universidades se dedican a llevar los conocimientos universitarios a la sociedad, así como incorporar a la sociedad a la dinámica universitaria.
- Educación laica y gratuidad: la Universidad con ideales reformistas se desvinculan con cualquier credo religioso. También defienden la necesidad de que la educación en las universidades públicas sea gratuita y se pronuncian en contra de los "exámenes de ingreso" y procedimientos que limitan la matrícula estudiantil.
- Unidad obrero-estudiantil: la Reforma universitaria promueve ese principio para que obreros y estudiantes se apoyen mutuamente en sus reclamos y movilizaciones.

- Acceso por concursos y periodicidad de las cátedras: la Reforma Universitaria sostuvo la necesidad de que las cátedras sean ocupadas por concursos de oposición y antecedentes, y revalidadas periódicamente. De esta forma, se otorga garantía de continuidad y libertad de acción al profesor concursado.[9]

- Libertad de cátedra (cada cátedra tiene libertad para investigar y enseñar), cátedra paralela (múltiples opciones de elección a los estudiantes) y cátedra libre (derecho de todo intelectual a tener una cátedra para difundir su conocimiento). El propósito de estos 3 principios fue garantizar que en la Universidad estén presentes todas las corrientes del pensamiento y las tendencias de carácter científico y social.

- Vinculación de docencia e investigación: se promovió realizar investigaciones científicas dentro de las universidades, y que los investigadores transmitan sus conocimientos originales al resto de la comunidad universitaria y a la sociedad.

- Inserción en la sociedad y rol de la universidad: precisar el rol de la universidad para que atienda a las necesidades de la sociedad en que se inserta.

- Promover la Solidaridad latinoamericana e internacional: encontrando formas de unidad entre las organizaciones y universidades latinoamericanas. Hubo Congresos Internacional y latinoamericanos en México, Santiago de Chile y en Argentina (1957).

### Derogación de la ley durante el peronismo
1. El Primer Plan Quinquenal de Perón introdujo una concepción política distinta en relación con las universidades nacionales,[10] plasmada en la ley 13.031 de 1947[11] que derogó la Ley Avellaneda En esta ley se relativiza la relación entre autonomía y autarquía, y democracia, al tiempo que se recalca que la universidad tiene una función social.